# Aeroportul Princeville
Aeroportul Princeville (IATA: HPV, FAA LID: HI01) este un aeroport din Comitatul Kauai, Hawaii, Hawaii, Statele Unite ale Americii. Aeroportul a fost tranzitat în 1999 de 132 de pasageri.
Situat la o altitudine de 105 m, aeroportul dispune de 1 pistă.

## Infrastructură

### Piste
Aeroportul dispune de o singură pistă. Pista 05/23 are suprafața de asfalt și dimensiunile 3.560 picioare × 60 picioare. 